# Columbia (Karolina Południowa)
Columbia – miasto w południowo-wschodniej części Stanów Zjednoczonych, stolica stanu Karolina Południowa oraz siedziba hrabstwa Richland. Obszar metropolitalny miasta obejmuje 847,8 tys. mieszkańców, co czyni je drugą co do wielkości aglomeracją w stanie. 
Wyznaczona w 1786 roku jako nowa stolica stanu, zastępując w tej roli Charleston, pierwsze posiedzenie parlamentu stanowego miało miejsce w 1790 roku. Prawa miejskie od 1854 roku. Duża część miasta została spalona w 1865 roku podczas wojny secesyjnej.
W mieście rozwinął się przemysł włókienniczy, spożywczy oraz lotniczy. 
W mieście rozpoczyna się 50-milowy rekreacyjny szlak kajakowy (na rzece Congaree), ciągnący się aż do Parku Narodowego Congaree. 
Columbia Museum of Art mieści kolekcję włoskich obrazów renesansowych. 
Fort Jackson jest największym i najbardziej aktywnym ośrodkiem szkolenia wstępnego armii USA, szkolącym każdego roku 50% wszystkich żołnierzy wstępujących do armii.

## Dzielnice
| - Arsenal Hill - Congaree Vista - Historic District - Earlewood - Eau Claire - Elmwood Park - Forest Hills - Granby Mill Village - Gregg Park - Heathwood - Heritage Woods - Hollywood-Rose Hill | - King’s Grant - Lake Carolina - Long Creek Plantation - Martin Luther King (Valley Park) - Melrose Heights - Old Shandon - Olympia Mill Village - Robert Mills Historic Neighborhood - Rosewood - Sherwood Forest - Shandon - The Summit | - Spring Valley - University Hill - Wales Garden - Historic Waverly - Wheeler Hill - WildeWood - Winchester - Winslow - Woodlake - The Woodlands - Yorkshire |

## Demografia
Według danych pięcioletnich z 2022 roku, 47,9% populacji głównego miasta stanowiła ludność biała nielatynoska, 40,7% to ludność czarna lub Afroamerykanie, Latynosi jakiejkolwiek rasy stanowili 5,2%, 5,1% było rasy mieszanej, 2,3% to Azjaci i 0,5% to mieszkańcy wysp Pacyfiku lub rdzenna ludność Ameryki. 4,6% mieszkańców urodziło się poza granicami Stanów Zjednoczonych, a w obszarze metropolitalnym było to 5,3%.
Poza osobami pochodzenia afroamerykańskiego, do największych grup należały osoby pochodzenia niemieckiego (9,1%), angielskiego (8,1%), irlandzkiego (7,2%), „amerykańskiego” (4,9%), szkockiego lub szkocko–irlandzkiego (4,1%), afrykańskiego lub arabskiego (3,7%) i włoskiego (3,2%).

## Szkolnictwo wyższe
Siedziba Uniwersytetu Karoliny Południowej (1801). Inne instytucje szkolnictwa wyższego obejmują: Columbia College (1854), Columbia International University (1923), Lutheran Theological Southern Seminary (1830), Benedict College (1870), Allen University (1870) i Midlands Technical College (1963). Większość wymienionych uczelni związana jest z kościołami protestanckimi.

## Religia

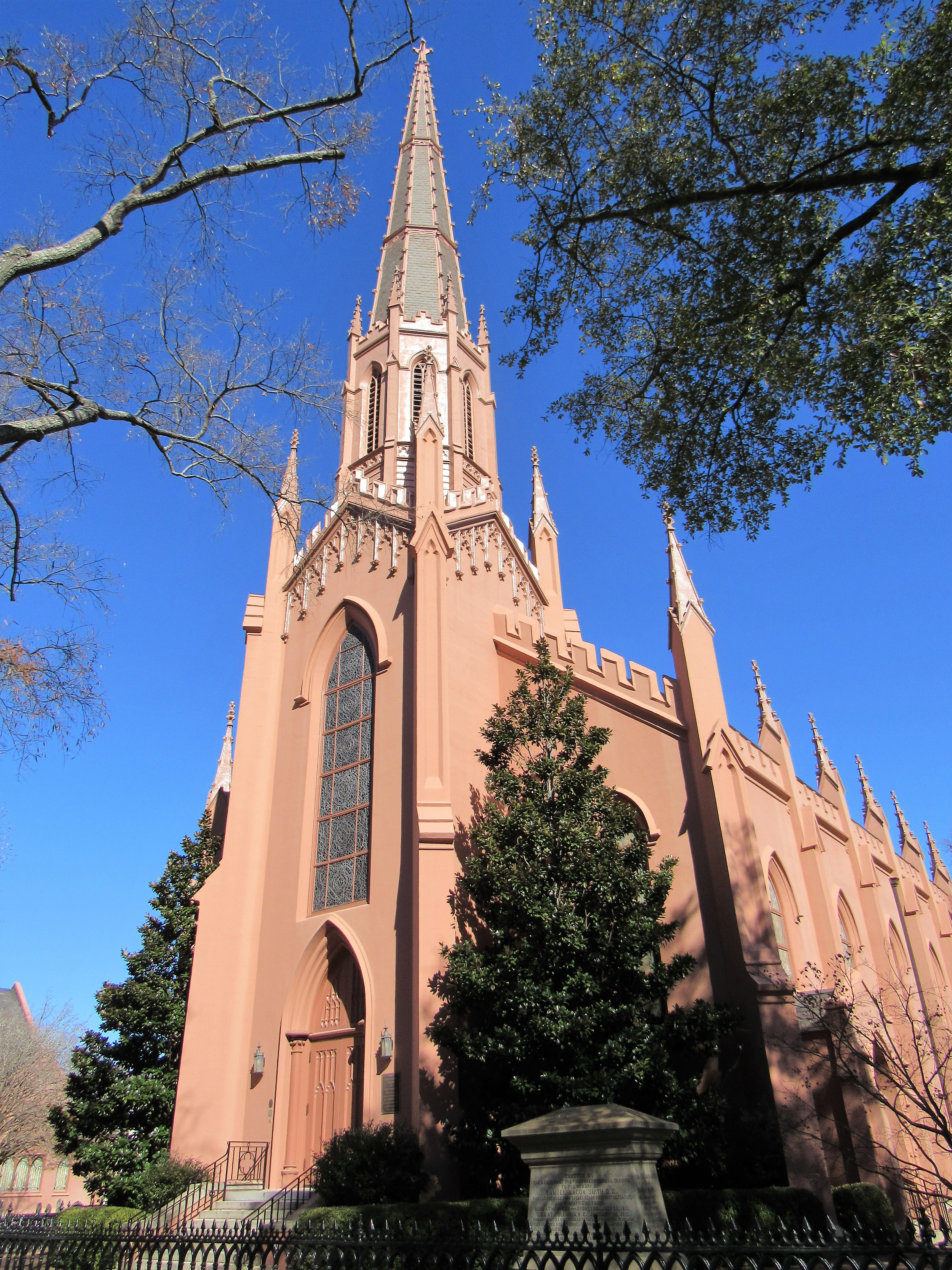
Pierwszy Kościół Prezbiteriański szczyci się mianem najstarszej parafii w Columbii, zaś sam budynek zbudowano w 1854 roku.

Do największych grup wyznaniowych w obszarze metropolitalnym, w 2020 roku należały:
- Kościoły baptystyczne – ok. 130 tys. członków w 275 zborach,
- bezdenominacyjne zbory ewangelikalne – 83,8 tys. członków w 185 zborach,
- Kościoły metodystyczne – ponad 70 tys. członków w 213 kościołach,
- Kościół katolicki – 54,7 tys. członków w 14 parafiach,
- Kościoły zielonoświątkowe – ponad 35 tys. członków w 100 zborach,
- Kościoły luterańskie, kalwińskie i anglikańskie – łącznie ok. 50 tys. członków w 180 kościołach.

Grupy niechrześcijańskie to głównie mormoni (ok. 10 tys.) i świadkowie Jehowy (8,1 tys.).

## Miasta partnerskie
- Kaiserslautern, Niemcy
- Akra, Ghana
- Taizhong, Tajwan
- Kluż-Napoka, Rumunia
- Płowdiw, Bułgaria
- Czelabińsk, Rosja
- Yibin, Chiny

## Galeria

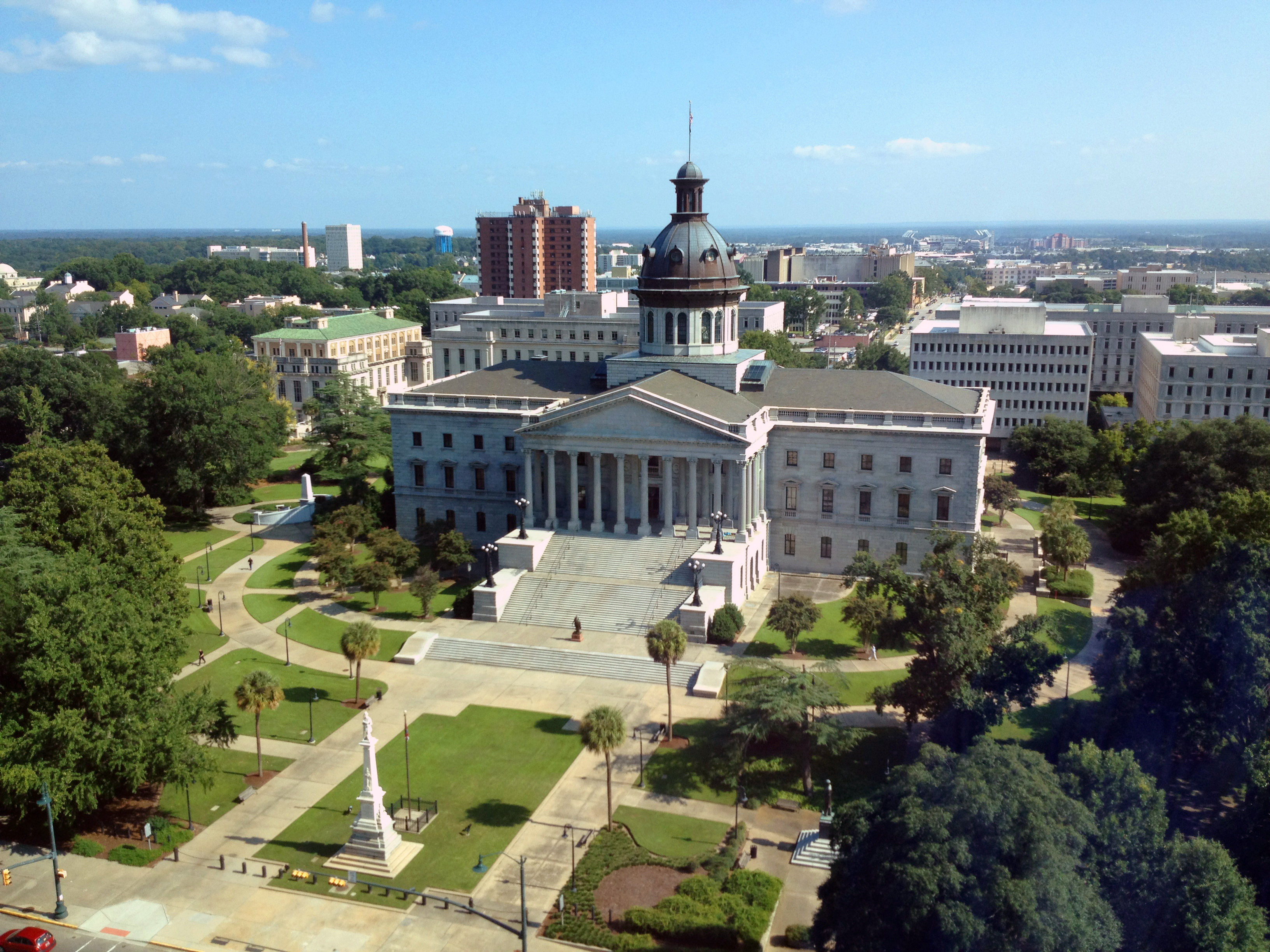
Kapitol stanowy
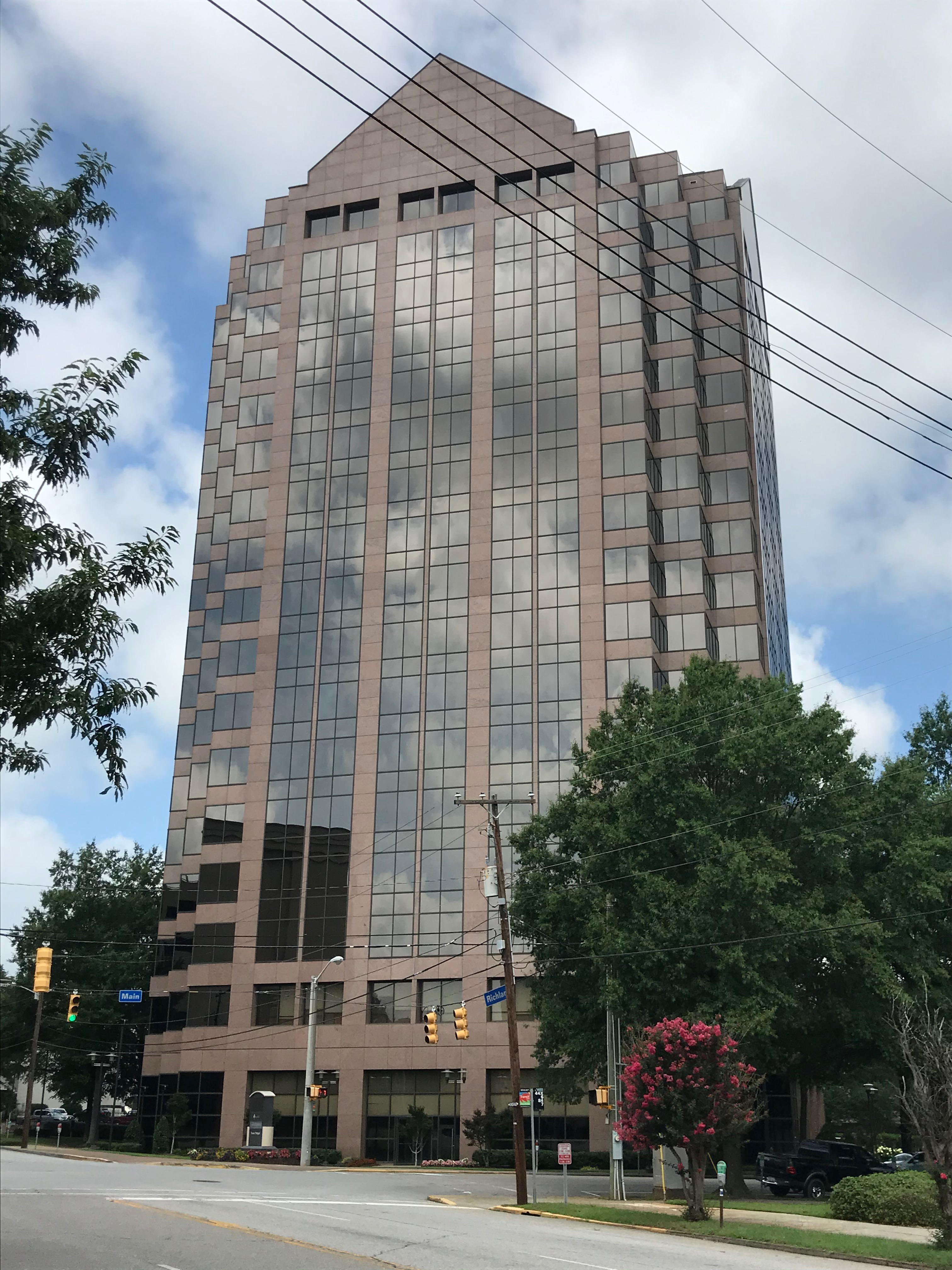
Bank of America Plaza
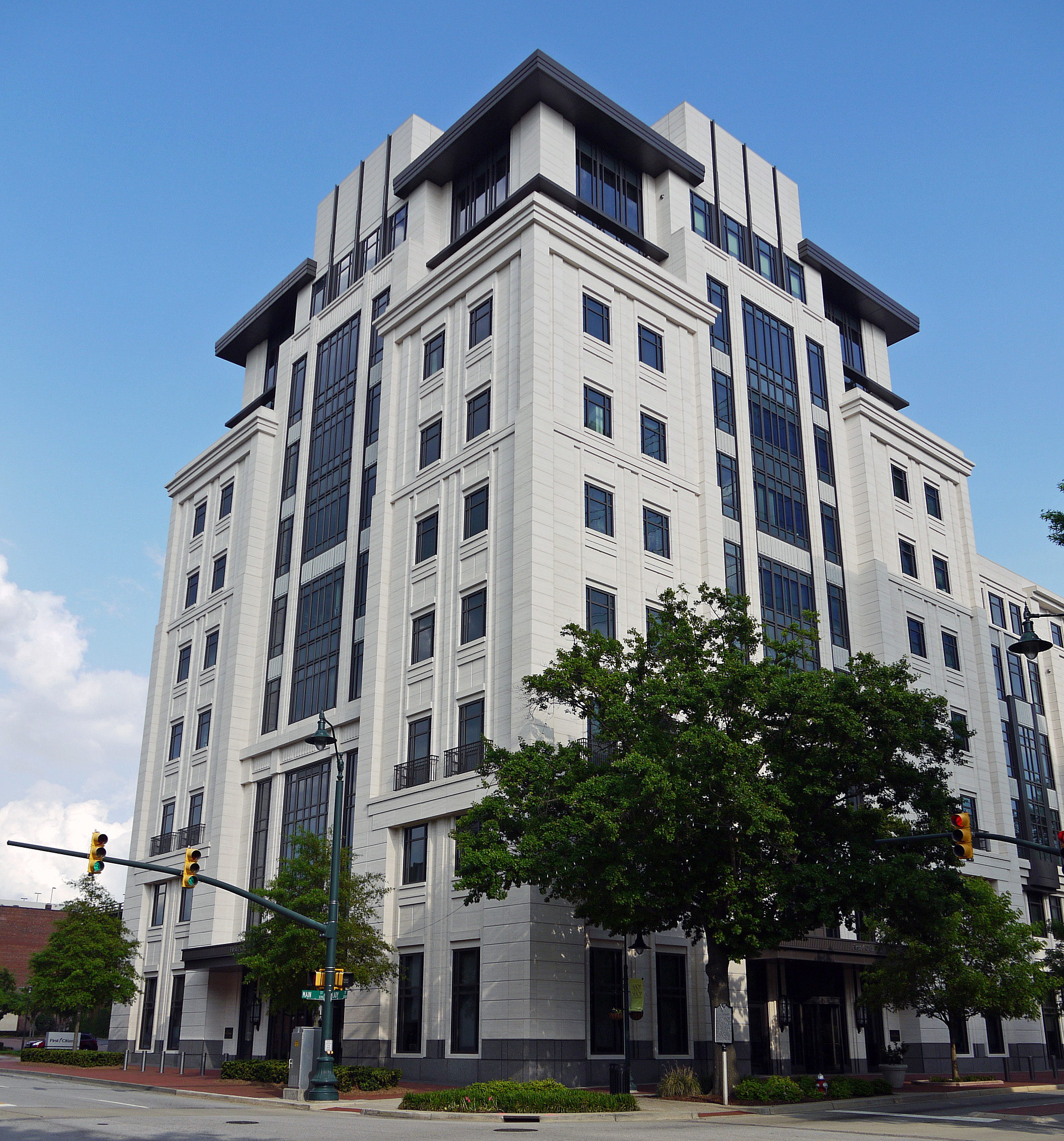
First Citizens Bank
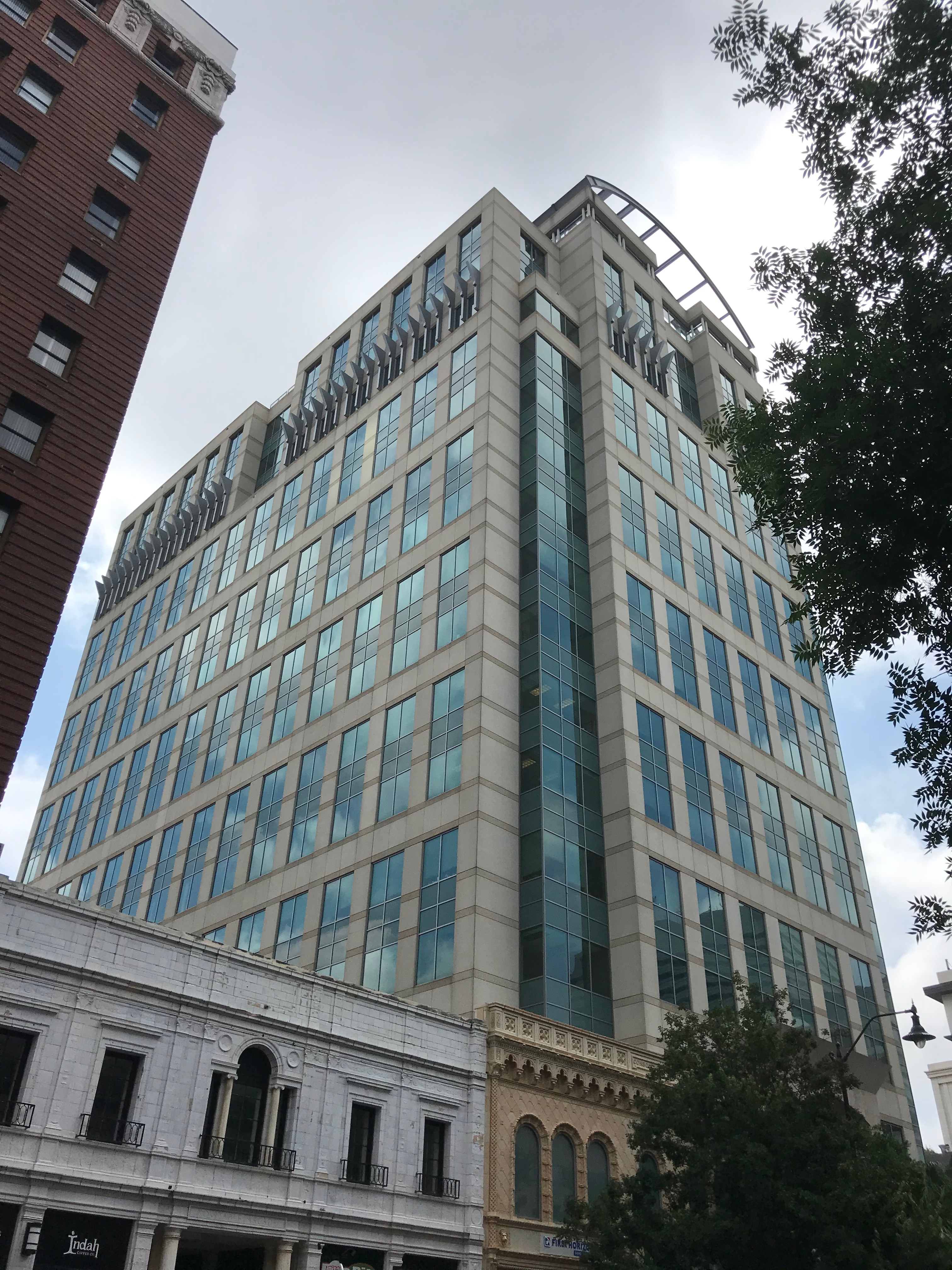
Meridian Building
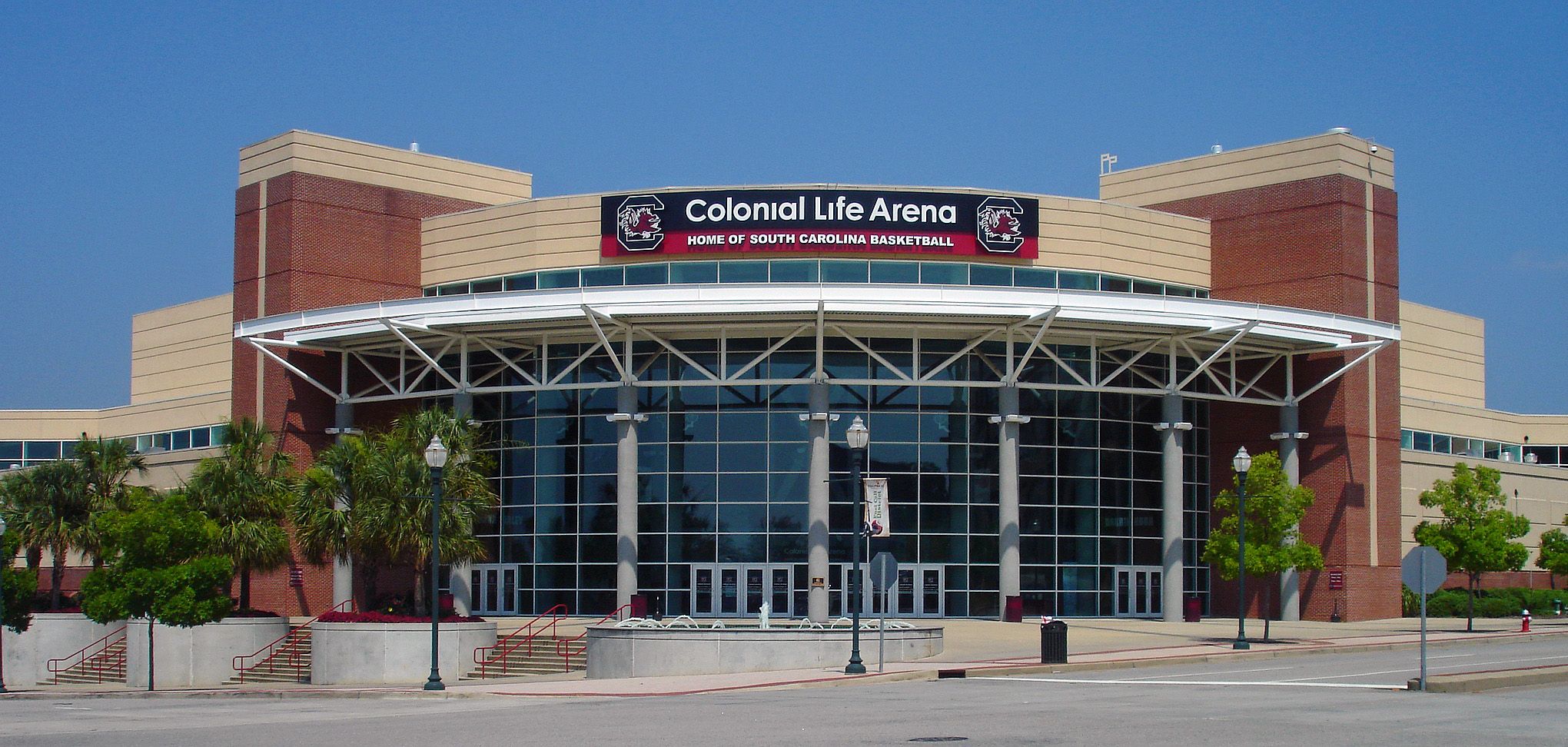
Colonial Life Arena
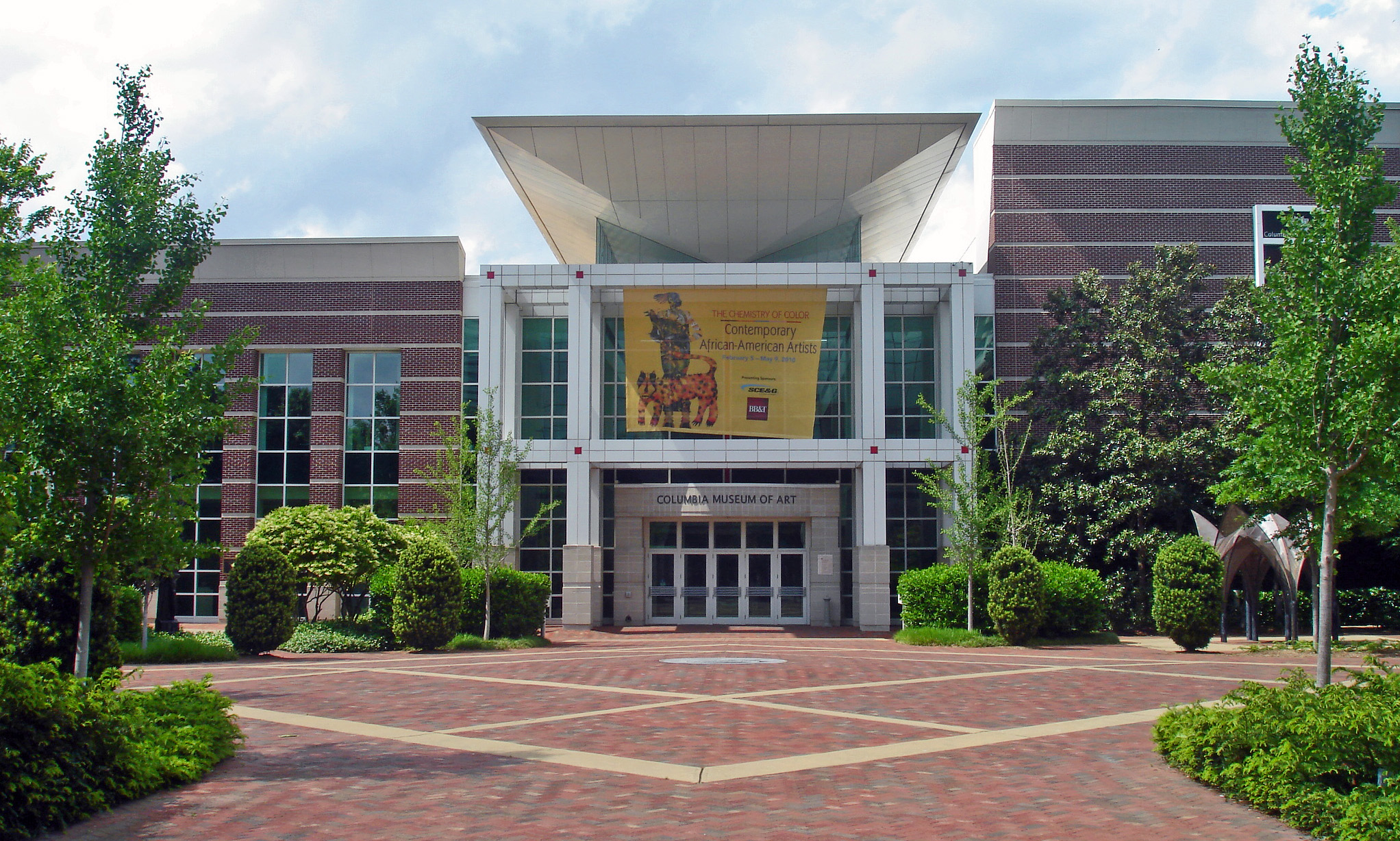
Columbia Museum of Art
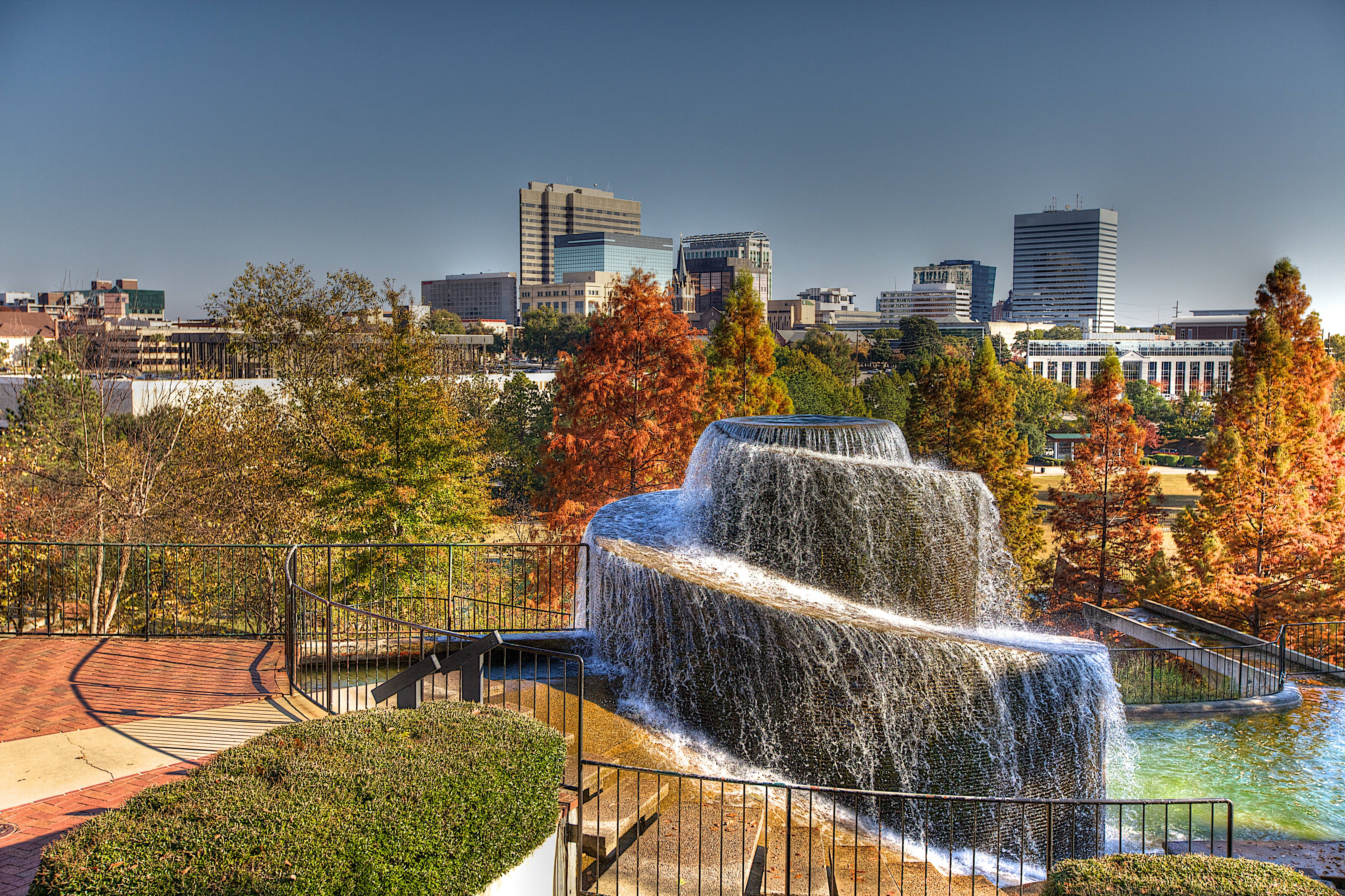
Finlay Park

## Urodzeni w Columbii
- Charles F. Bolden Jr. (ur. 1946) – dowódca wojskowy i astronauta
- Stanley Donen (1924–2019) – reżyser filmowy
- Aziz Ansari (ur. 1983) – aktor i komik o pochodzeniu indyjskim
- Young Jeezy (ur. 1977) – raper
- Jermaine O’Neal (ur. 1978) – koszykarz NBA
- Kelsey Asbille (ur. 1991) – aktorka
- Mike Colter (ur. 1976) – aktor
- Henry McMaster (ur. 1947) – 117. gubernator stanu Karolina Południowa
- Lee Thompson Young (1984–2013)  – aktor
- Alexis Jordan (ur. 1992) – amerykańska wokalistka i aktorka
- Angie Stone (ur. 1961) – piosenkarka R&B i soul
- James Mark Baldwin (1861–1934) – filozof i psycholog
- Monique Hennagan (ur. 1976) – sprinterka, dwukrotna mistrzyni olimpijska w sztafecie 4x400 metrów
- Dustin Johnson (ur. 1984) – profesjonalny golfista, mistrz U.S. Open 2016
- Lucky Thompson (1924–2005) – saksofonista jazzowy